# Kliopsyllus runtzi
Kliopsyllus runtzi är en kräftdjursart. Kliopsyllus runtzi ingår i släktet Kliopsyllus och familjen Paramesochridae. Inga underarter finns listade i Catalogue of Life.